# Отто Гартманн (підводник)
Отто Гартманн (нім. Otto Hartmann; 18 квітня 1917, Штутгарт — 29 березня 1943, Середземне море) — німецький офіцер-підводник, капітан-лейтенант крігсмаріне.

## Біографія
Молодший з чотирьох дітей в своїй родині. Спочатку Гартманн хотів стати лікарем, але 3 квітня 1936 року вступив на флот. В тому ж році здійснив подорож в Японію на навчальному вітрильнику «Горх Фок». В 1938/41 роках служив в морській службі новин. На початку 1941 року перейшов у підводний флот, спочатку служив допоміжним вчителем Військово-морського училища Мюрвіка, потім — 1-м вахтовим офіцером на підводному човні U-97, на якому взяв участь в чотирьох походах, після чого 3 місяці служив в 24-й флотилії. З 2 вересня 1942 року — командир U-77, на якому здійснив 4 походи (разом 97 днів у морі). 28 березня 1943 року о 01:15 U-77 був атакований і серйозно пошкоджений глибинними бомбами двох британських легких бомбардувальників «Хадсон» з 233-ї ескадрильї Королівських ПС. 9 членів екіпажу вціліли і наступного дня потопили човен, 38 (включаючи Гартманна) загинули.
Всього за час бойових дій потопив 5 кораблів загальною водотоннажністю 25 397 тонн і пошкодив 2 кораблі загальною водотоннажністю 6419 тонн.
| Дата              | Назва корабля                          | Тип               | Тоннаж | Вантаж                                                     | Екіпаж | Загинули | Країна             | Конвой |
| ----------------- | -------------------------------------- | ----------------- | ------ | ---------------------------------------------------------- | ------ | -------- | ------------------ | ------ |
| 20 жовтня 1942    | Mahrous                                | Вітрильник        | 18     |                                                            | ?      | 0        | Сирія              |        |
| 12 листопада 1942 | «Сторк» (пошкоджений)                  | Шлюп              | 1 190  |                                                            | ?      | ?        | Британська імперія |        |
| 7 лютого 1943     | Empire Banner                          | Торговий пароплав | 6,699  | 3800 тонн військових припасів, включаючи танки і транспорт | 72     | 0        | Британська імперія | KMS-8  |
| 7 лютого 1943     | Empire Webster                         | Торговий пароплав | 7,043  | 3000 тонн вугілля і військових товарів                     | 63     | 4        | Британська імперія | KMS-8  |
| 16 березня 1943   | Hadleigh (невиправно пошкоджений)      | Торговий пароплав | 5,222  | Баласт                                                     | 52     | 2        | Британська імперія | ET-14  |
| 16 березня 1943   | Merchant Prince (пошкоджений)          | Торговий теплохід | 5,229  | Баласт                                                     | 45     | 1        | Британська імперія | ET-14  |
| 26 березня 1943   | City of Perth (невиправно пошкоджений) | Торговий пароплав | 6,415  | Баласт                                                     | 92     | 2        | Британська імперія | MKS-10 |

## Звання
- Кандидат в офіцери (3 квітня 1936)
- Морський кадет (10 вересня 1936)
- Фенріх-цур-зее (1 травня 1937)
- Лейтенант-цур-зее (1 жовтня 1938)
- Оберлейтенант-цур-зее (1 жовтня 1940)
- Капітан-лейтенант (1 квітня 1943, пошкоджений)

## Нагороди
- Залізний хрест 2-го і 1-го класу
- Нагрудний знак підводника